# Tombe di Astana
Le tombe di Astana (cinese: 阿斯塔那古墓, pinyin: Āsītǎnà Gǔmù) sono una serie di tombe sotterranee situate a 6 km dall'antica città di Gaochang, ed a 42 km da Turfan, nello Xinjiang, in Cina. Le tombe vennero usate dagli abitanti di Gaochang per circa 600 anni, dal 200 all'800. Il complesso si estende su circa 10 km2 e contiene oltre 1000 tombe. I diversi lotti destinati a caste e famiglie diverse sono separati con delimitazioni in ghiaia. Grazie all'aridità dell'ambiente molti artefatti si sono conservati in ottimo stato, comprese alcune mummie naturali.

## Ritrovamenti

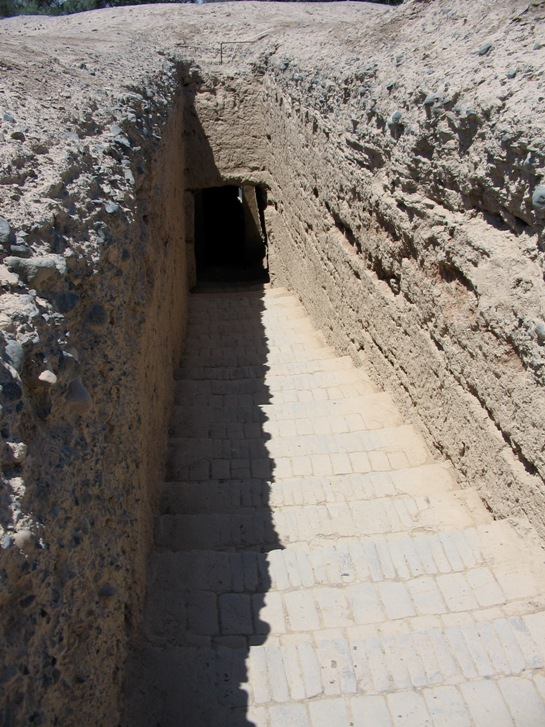
La scale che conduce ad una tomba sotterranea.

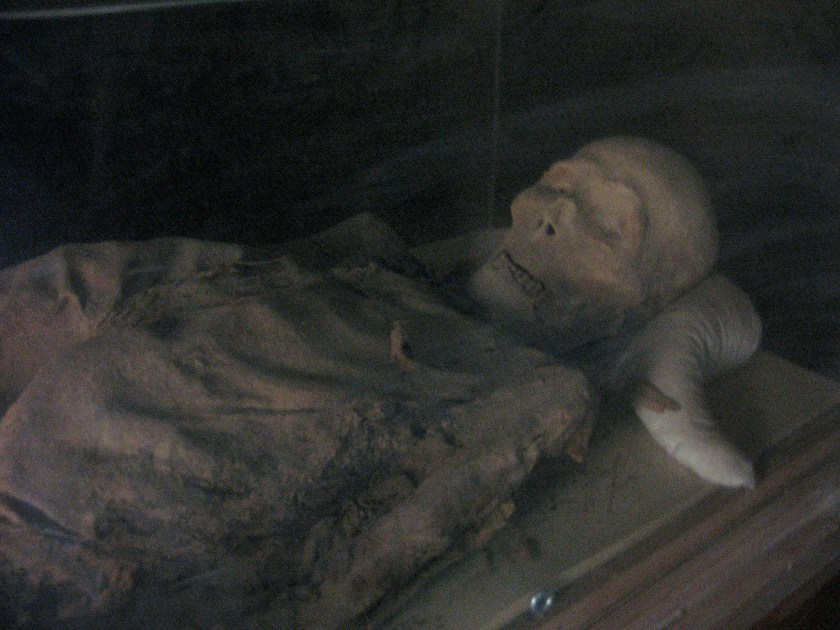
Mummia ben conservata, rinvenuta all'interno di una tomba di Astana.

Ad una tipica tomba si accede tramite una scala in pendenza lunga circa 10 metri. Le tombe non sono molto grandi e solitamente alte solo 2 metri. Alcune contengono al loro interno delle iscrizioni murali. Il morto veniva adagiato su una piccola piattaforma rialzata sul fondo della tomba, circondato dai suoi oggetti personali e da cibi. Le facce venivano coperte con tessuti, alcuni dei quali mostrano motivi tipicamente persiani. Accanto ad ogni corpo veniva posto un piccolo blocchetto di pietra in funzione di cippo funerario, sul quale venivano scritti il nome della persona ed altri dati biografici. Questi cippi si sono rivelati molto utili per la datazione dei reperti trovati nelle tombe.
Nelle tombe sono state trovate sete dipinte e reperti databili alla dinastia Tang.
Astana è diventata il principale deposito di materiali per lo studio dell’industria tessile dell’antichità, perché ha conservato nel tempo migliaia di documenti in lingua cinese, spesso smembrati e riutilizzati per farne imbottiture per scarpe, che includono contratti, libri contabili, registri ufficiali e cataloghi.
Un nuovo padiglione è stato costruito all'esterno del vecchio cimitero. Al centro è stata posta una grande statua di Fu Hsi e Nüwa, ricostruita in base alle raffigurazioni dei tessuti in seta rinvenuti sui soffitti delle tombe.